# Wolf-Rüdiger Netz
Wolf-Rüdiger Netz (* 15. prosince 1950, Schwerin) je bývalý východoněmecký fotbalista, útočník.

## Fotbalová kariéra
Ve východoněmecké oberlize hrál za Berliner FC Dynamo. Nastoupil ve 271 ligových utkáních a dal 114 gólů. S Berliner FC Dynamo získal šestkrát mistrovský titul. V Poháru mistrů evropských zemí nastoupil ve 24 utkáních a dal 4 góly, v Poháru vítězů poháru nastoupil ve 4 utkáních a dal 4 góly a v Poháru UEFA nastoupil v 10 utkáních a dal 3 góly. Za reprezentaci Východního Německa (NDR) nastoupil v letech 1978–1981 ve 2 utkáních. V roce 1980 byl členem stříbrného východoněmeckého týmu na LOH 1980 v Moskvě, nastoupil v 5 utkáních a dal 4 góly.

## Ligová bilance
| Ročník          | Zápasy | Góly | Klub               |
| --------------- | ------ | ---- | ------------------ |
| I. liga 1971/72 | 22     | 5    | Berliner FC Dynamo |
| I. liga 1972/73 | 18     | 6    | Berliner FC Dynamo |
| I. liga 1973/74 | 6      | 2    | Berliner FC Dynamo |
| I. liga 1974/75 | 17     | 7    | Berliner FC Dynamo |
| I. liga 1975/76 | 26     | 12   | Berliner FC Dynamo |
| I. liga 1976/77 | 23     | 7    | Berliner FC Dynamo |
| I. liga 1977/78 | 24     | 13   | Berliner FC Dynamo |
| I. liga 1978/79 | 26     | 16   | Berliner FC Dynamo |
| I. liga 1979/80 | 22     | 8    | Berliner FC Dynamo |
| I. liga 1980/81 | 25     | 17   | Berliner FC Dynamo |
| I. liga 1981/82 | 25     | 12   | Berliner FC Dynamo |
| I. liga 1982/83 | 23     | 6    | Berliner FC Dynamo |
| I. liga 1983/84 | 14     | 3    | Berliner FC Dynamo |
| CELKEM I. liga  | 271    | 114  |                    |